# Cinéma de répertoire

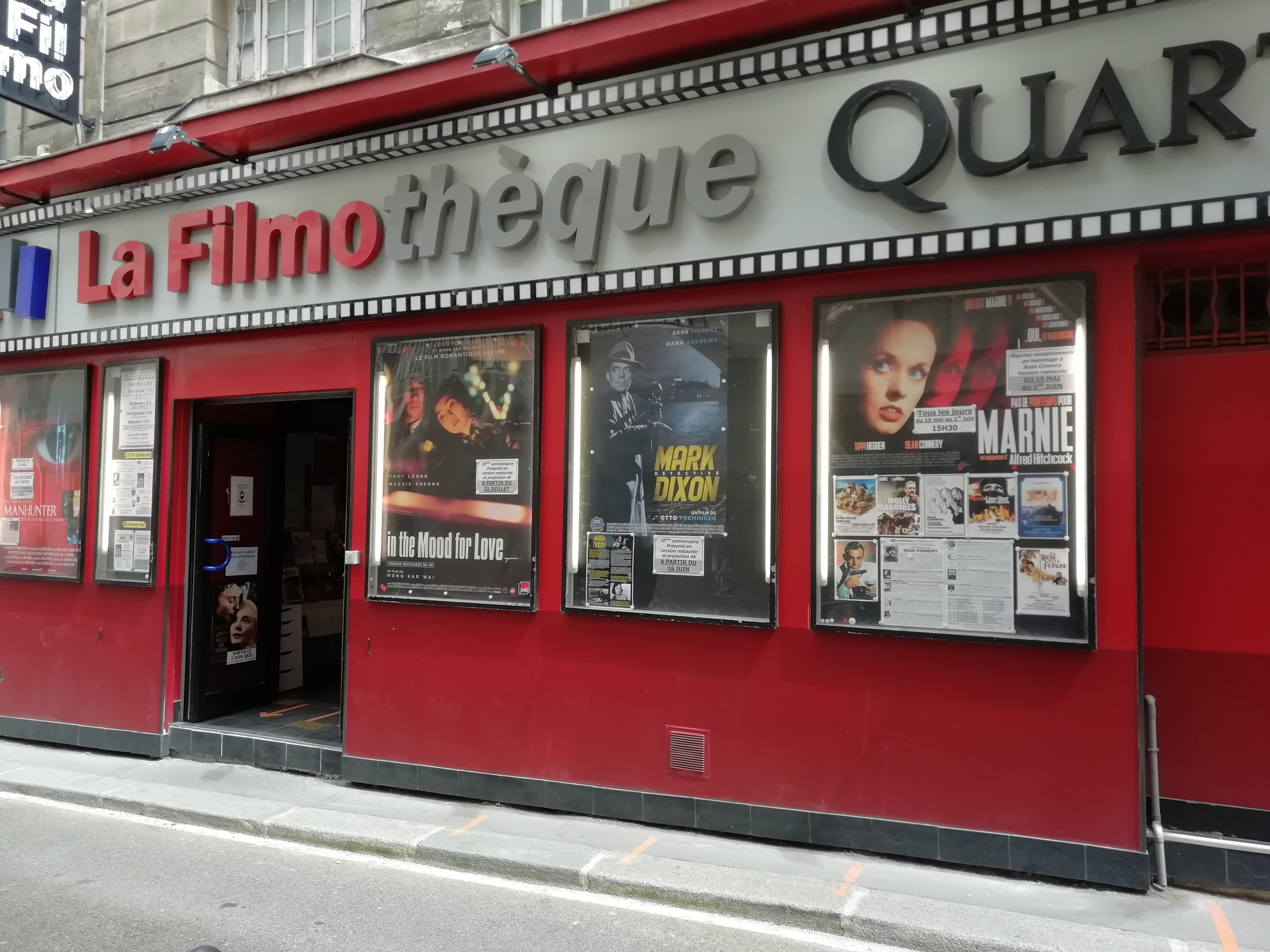
La Filmothèque du Quartier latin à Paris en 2021. À l'affiche, de g. à d. : Manhunter (1986), In the Mood for Love (2000), Mark Dixon, détective (1950), Pas de printemps pour Marnie (1964).

Un cinéma de répertoire est une salle de cinéma spécialisée dans la projection de films anciens ou notables, par opposition aux films de première diffusion. Ces lieux peuvent inclure des cinémas de répertoire standard, des cinémas multifonctionnels qui alternent entre les vieux films et les événements en direct, et certains cinémas en première diffusion qui montrent d'anciens films aux côtés des films indépendants actuels. Des films culte, tels The Rocky Horror Picture Show, y sont régulièrement présentés.
En France, ce type de cinéma est généralement classé « art et essai ».

## Étymologie
Le gouvernement du Québec affirme que l'expression « cinéma de répertoire » a été inventée par l'exploitant de salles de cinéma Roland Smith en 1963.

## Menace pour les cinémas de répertoire canadiens
Les cinémas de répertoire projettent des films canadiens et étrangers que les autres grandes chaînes ne projettent pas. Cependant, ces dernières années, ces cinémas ont connu des difficultés financières, les nouvelles règles établies par les distributeurs hollywoodiens leur rendant plus difficile de se maintenir. Par exemple, Buena Vista Pictures interdit la projection de films Disney en matinée familiale dans les cinémas de répertoire.
Le cinéma ByTowne d'Ottawa, par exemple, réalise la majeure partie de ses bénéfices grâce à des films canadiens et étrangers indépendants. L'ancien propriétaire de cette salle Bruce White explique : « Nous commandons la plupart de nos films auprès de distributeurs canadiens. Cela ne veut pas dire que nous ne faisons jamais affaire avec les Américains, mais les difficultés supplémentaires qu'ils génèrent sont inversement proportionnelles à notre volume d'affaires ». White a également ajouté que « Disney ne vaut pas la peine de s'embêter » et qu'essayer de changer l'avis des grandes entreprises est inutile. 

## Liste des cinémas de répertoire

### Amérique du Nord

#### Canada
- London, Hyland Cinema
- Montréal, Cinéma du Parc
- Montréal, Cinéma Outremont
- Montréal, Théâtre Séville (démoli)
- Montréal, Dollar Cinema
- Ottawa, Cinéma ByTowne
- Ottawa, Mayfair Theatre (en)
- Québec, Cinéma Le Clap
- Québec, Cinéma Cartier
- Saskatoon Broadway Theatre (en)
- Toronto, Bloor Cinema
- Toronto, Revue Cinema (en)
- Toronto, Royal Cinema (en)
- Vancouver, Rio Theatre (en)
- Vancouver, The Cinematheque
- Winnipeg, Winnipeg Film Group's Cinematheque

#### États-Unis
- Atlanta, Plaza Theatre (en)
- Baltimore, Charles Theatre (en)
- Boston, Brattle Theatre (en)
- Boston, Coolidge Corner Theatre (en)
- Chicago, Gene Siskel Film Center (en)
- Chicago, Music Box Theatre (en)
- Chicago, Doc Films (en)
- Dallas, Texas Theatre
- Denver, Sie FilmCenter
- Detroit, Redford Theatre (en)
- Houston, Brown Theater
- Lexington, Kentucky Theater (en)
- Los Angeles, Grauman's Egyptian Theatre
- Los Angeles, New Beverly Cinema
- Minneapolis, Trylon Cinema (en)
- NYC, Film Forum
- NYC, Metrograph (en)
- Omaha, NE, Dundee Theater (en)
- Palo Alto, CA, Stanford Theatre (en)
- Pittsburgh, PA, Row House Cinema
- Philadelphia, PA, Lightbox Film Center
- Philadelphia, PA, Philadelphia Film Center
- Philadelphia, PA, Roxy Theater
- Raleigh, NC, Colony Theater
- Rochester, NY, Dryden Theatre (en)
- Saginaw, MI, Temple Theatre (en)
- Santa Monica, Aero Theatre (en)
- San Francisco, Castro Theatre
- Seattle, Grand Illusion Cinema (en)

### Europe

#### Royaume-Uni
- Glasgow, Glasgow Film Theatre (en)
- London, BFI Southbank (en)
- London, Prince Charles Cinema (en)
- London, Regent Street Cinema (en)

#### France
- Paris, le Christine Cinéma Club
- Paris, Le Champo
- Paris, La Filmothèque du Quartier latin
- Paris, le Grand Action
- Paris, le Reflet Médicis
- Paris, l'Espace Saint-Michel

#### Pays-Bas
- Rotterdam, WORM

#### Russie
- Moscow, cinéma Illusion (ru)

#### Pologne
- Warsaw, Iluzjon Filmoteki Narodowej (pl)

#### Roumanie
- Bucharest, Arhiva Nationala de Filme - Cinemateca

### Australie
- Melbourne, Sun Theatre (en)
- Melbourne, The Astor Theatre (en)
- Sydney, Ritz Cinema (en)
- Adelaide, Mercury Cinema (en)

### Afrique

#### Afrique du Sud
- Gardens, Cape Town, Labia Theatre (en)